# MANF
MANF (англ. Mesencephalic astrocyte derived neurotrophic factor) – білок, який кодується однойменним геном, розташованим у людей на короткому плечі 3-ї хромосоми.  Довжина поліпептидного ланцюга білка становить 182 амінокислот, а молекулярна маса — 20 700.
| 10         |  | 20         |  | 30         |  | 40         |  | 50         |
| ---------- |  | ---------- |  | ---------- |  | ---------- |  | ---------- |
| MRRMWATQGL |  | AVALALSVLP |  | GSRALRPGDC |  | EVCISYLGRF |  | YQDLKDRDVT |
| FSPATIENEL |  | IKFCREARGK |  | ENRLCYYIGA |  | TDDAATKIIN |  | EVSKPLAHHI |
| PVEKICEKLK |  | KKDSQICELK |  | YDKQIDLSTV |  | DLKKLRVKEL |  | KKILDDWGET |
| CKGCAEKSDY |  | IRKINELMPK |  | YAPKAASART |  | DL         |  |            |

A: Аланін

C: Цистеїн

D: Аспарагінова кислота

E: Глутамінова кислота

F: Фенілаланін

G: Гліцин

H: Гістидин

I: Ізолейцин

K: Лізин

L: Лейцин

M: Метіонін

N: Аспарагін

P: Пролін

Q: Глутамін

R: Аргінін

S: Серин

T: Треонін

V: Валін

W: Триптофан

Кодований геном білок за функціями належить до факторів росту, фосфопротеїнів. 
Задіяний у такому біологічному процесі як відповідь на порушення конформації білку. 
Білок має сайт для зв'язування з сіаловими кислотами. 
Секретований назовні.